# Rokitnica (rejon włodzimierski)
Rokitnica (ukr. Рокитниця) – wieś na Ukrainie na terenie rejonu włodzimierskiego w obwodzie wołyńskim, liczy 188 mieszkańców
Znajduje tu się stacja kolejowa Izów, położona na linii Włodzimierz – Łudzin – Linia Hutnicza Szerokotorowa.